# Concepción Bamba
Concepción Bamba är en ort i Mexiko.   Den ligger i kommunen Santo Domingo Tehuantepec och delstaten Oaxaca, i den sydöstra delen av landet, 500 km sydost om huvudstaden Mexico City. Concepción Bamba ligger 13 meter över havet och antalet invånare är 312.
Terrängen runt Concepción Bamba är kuperad åt nordväst, men söderut är den platt. Havet är nära Concepción Bamba åt sydost.  Närmaste större samhälle är Santa Gertrudis Miramar, 6,0 km norr om Concepción Bamba. 